# Caso Azul
Caso Azul (em alemão:  Fall Blau), mais tarde alterado para Operação Braunschweig, foi a designação do plano das forças Armadas Alemãs (Wehrmacht) para a estratégia ofensiva do Verão de 1942 no Sul da Rússia, entre 28 de Junho e 24 de Novembro de 1942.
A operação foi a continuação da Operação Barbarossa (que foi idealizada pelo general Franz Halder), no ano anterior, para pôr um fim à presença soviética na guerra, e envolveu duas frentes de ataque contra a região de Baku, rica em petróleo, tal como um avanço em direcção a Estalingrado ao longo do rio Volga, para cobrir os flancos do avanço para Baku. Para esta parte da operação, o Grupo do Exército do Sul (Heeresgruppe Süd) do Exército Alemão (Heer) foi divido entre A e B (Heeresgruppe A e B). O Grupo do Exército A tinha a tarefa de atravessar as montanhas da Cordilheira do Cáucaso até chegar aos campos petrolíferos de Baku, enquanto o Grupo do Exército B deveria proteger os seus flancos ao longo do Volga, por influencias politicas para findar com a imagem da cidade modelo do sistema politico de Stalin (Estalingrado). O exercito se concentrou nesta cidade, passando a dar muita importância.
Em controvérsia Hitler não mandou mantimentos, nem roupas adequadas para o frio da região para as tropas que estavam em combate na Batalha de Estalingrado, que estas estavam sob o comando do general nazista Friedrich Paulus. E para concretizar a operação seria estratégico deixar ao longo do rio Volga, livre do exercito vermelho e todo o Cáucaso (principalmente a cidade de Baku) para deixar a URSS sem combustível, logo pois o Cáucaso é a região mais rica de petróleo da Rússia e uma das maiores do mundo.
De início, a ofensiva alemã conseguiu avançar com rapidez no Cáucaso capturando grandes áreas de terreno e vários campos de petróleo. No entanto, o Exército Vermelho derrotou os alemães na Batalha de Estalingrado, depois das Operações Urano e Pequeno Saturno. Esta derrota forçou o Eixo a se retirar do Cáucaso com receio de ficar encurralado. Apenas a cidade de Kursk e a região de Kuban mantiveram-se ocupadas pelas tropas do Eixo.